# The Rev

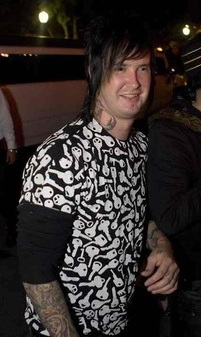
The Rev

James Owen Sullivan (9 februari 1981 - 28 december 2009) beter bekend onder zijn artiestennaam The Rev, voluit The Reverend Tholomew Plague, was de drummer en achtergrondzanger van de band Avenged Sevenfold. Naast deze band was hij de leadzanger van de avant-garde metalband Pinkly Smooth samen met Avenged Sevenfold bandgenoot Synyster Gates.

## Jeugd
Op jonge leeftijd begon Sullivan met drummen. Voordat hij van de basisschool af was speelde hij al doublebass. Ook leerde hij pianospelen, wat hem later nog veel voordeel zou geven voor het schrijven van nummers. Samen met Avenged Sevenfold-zanger M. Shadows zat hij op een katholieke school. Voordat hij bij Avenged Sevenfold drummer werd, heeft hij bij de band Suburban Legends gedrumd. The Rev was 18 jaar oud toen zijn drums voor het eerst op een album te horen waren.

## Avenged Sevenfold
Bij de band Avenged Sevenfold speelde The Rev een grote rol. Naast het drummen van alle nummers, schreef hij ook veel teksten, en soms ook de gitaar- en pianopartijen. Zo waren de nummers Afterlife en A Little Piece Of Heaven volledig aan Sullivan te danken. Daarbij deed hij ook achtergrondzang, zoals op de nummers Brompton Cocktail, Lost, Afterlife en Gunslinger. In de nummers Critical Acclaim, "Fiction" en A Little Piece of Heaven zong hij het hele refrein.
Veel nummers van Avenged Sevenfold vragen om snelle drums, en The Rev speelde dan ook heel strak double bass. Ook een kenmerk van Sullivan waren de ´double ride´ patroontjes die hij speelde in enkele nummers zoals Almost Easy.
Niet alle nummers zijn double bass, de band heeft ook rustigere nummers zoals Dear God en Seize The Day.
The Rev stond bekend om zijn ´stick spinnings´ en zijn strakke basedrumpatronen.

## Pinkly Smooth
Samen met Avenged Sevenfold-bandgenoot Synyster Gates, leadgitarist, en leden van de band Ballistico had Sullivan in 2001 de band Pinkly Smooth opgericht. Sullivan was hier verantwoordelijk voor de zang en piano. Het genre van de band was voornamelijk avant-garde metal. De band heeft één album uitgebracht, genaamd Unfortunate Snort.

## Overlijden
James 'The Rev' Sullivan werd op 28 december 2009 gevonden in zijn huis in Huntington Beach (Californië). Hij gaf geen teken van leven meer, en al snel was duidelijk dat de 28-jarige drummer was overleden.
Op 6 januari 2010 werd Jimmy naar zijn laatste rustplaats begeleid. Volgens enkele bronnen zouden er rond de 600 gasten aanwezig zijn geweest, waaronder ook bands als My Chemical Romance, Good Charlotte en Lostprophets.
Op 9 juni 2010 is bekendgemaakt dat Jimmy was overleden aan een verkeerde combinatie van medicijnen en alcohol. Hier zou geen opzet bij in het spel zijn geweest. Ook speelde een vergroot hart een belangrijke rol in zijn overlijden.
Volgens Avenged Sevenfold bandlid M Shadows wist Jimmy zijn hele leven lang twee dingen zeker. Hij zou een grote rockster worden en niet ouder worden dan 30 jaar. In allebei de gevallen heeft hij hier gelijk in gehad.
Jaarlijks wordt er door zowel de band als de fans wereldwijd, uitgebreid stil gestaan bij het overlijden van de drummer.